# Moxaverin
Der Arzneistoff Moxaverin (Eupaverin) ist ein muskulotropes Spasmolytikum (krampflösendes Mittel, das auf die sog. glatte Muskulatur wirkt) sowie ein peripherer Vasodilatator (Blutgefäße erweiternder Wirkstoff).
Chemisch gesehen handelt es sich dabei um ein Derivat des Isochinolins.

## Anwendungsgebiete
Moxaverin kann zur Behandlung von krampfartigen Beschwerden im Bereich des Magen-Darm-Traktes, der Gallenblase/Gallenwege, der ableitenden Harnwege und der Bronchien angewandt werden, wobei es Kontraktionen der glatten Muskulatur unterdrückt.
In Deutschland wird es gegenwärtig in Form seines Hydrochlorids gegen
Durchblutungsstörungen der Arterien (z. B. bei Arteriosklerose oder Herzinfarkt) vermarktet, wobei es peripher vasodilatatorisch (gefäßerweiternd) wirkt.

## Pharmakologische Eigenschaften
Moxaverin ist – wie das ähnlich wirkende Alkaloid Papaverin (von dem es abgeleitet ist) – ein cAMP-Phosphodiesterase-Hemmer, was für die vasodilatatorische Wirkung verantwortlich ist.

## Handelsnamen
Kollateral forte (D)